# Nördlicher Rukuru
Der Nördliche Rukuru ist ein Fluss in der Northern Region von Malawi.

## Verlauf
Er entspringt auf dem Nyika-Plateau und mündet nach etwa 100 km bei Karonga in den Malawisee. Der Fluss führt ganzjährig Wasser.
Der Fluss entwässert eines der wichtigsten Niederschlagsgebiete Malawis mit durchschnittlich 1140 mm Regen pro Jahr.

## Wirtschaft
Bei Kayelekera im Nördlicher-Rukuru-Becken, einem Karoo-Reliktbecken, befindet sich eine Uranlagerstätte, die geschätzt etwa 11.500 t Uran enthält und von 2009 bis 2014 im Tagebau abgebaut wurde.
Die Flüsse Bua, Dwangwa, Lilongwe, Lufira, Nördlicher Rukuru, Songwe, Südlicher Rukuru haben zusammen laut FAO ein Fischfangpotential von 15.000 t jährlich. Tatsächlich gefangen werden zwischen 4.000 und 17.000 t.